# 柯里 (北卡羅萊納州)
柯里（英語：Currie）是位於美國北卡羅萊納州彭德縣的非建制地區。

## 歷史
柯里的郵局自1890年營運至今。

## 地理
柯里所處的海拔為高於海平面9米（即30英呎），而該地所採用的時區為UTC-5，即北美东部时区（EST）。同時該地設有夏令時間，為UTC-5調快一小時，即UTC-4（EDT）。